# Acer sikkimense
Acer sikkimense é uma espécie de árvore do gênero Acer, pertencente à família Aceraceae.